# Якоби, Хансйорг
Хансйо́рг Якоби (нем. Hansjörg Jacoby) — немецкий кёрлингист.
В составе мужской сборной ФРГ участник четырёх чемпионатов мира (лучший результат — бронзовые призёры в 1972, первая немецкая команда, ставшая каким-либо призёром мужского чемпионата мира).
Играл на позициях первого и второго.

## Команды
| Сезон   | Четвёртый       | Третий        | Второй         | Первый         | Турниры           |
| ------- | --------------- | ------------- | -------------- | -------------- | ----------------- |
| 1969—70 | Манфред Рёдерер | Эрнст Хеге    | Петер Якоби    | Хансйорг Якоби | ЧМ 1970 (6 место) |
| 1970—71 | Манфред Рёдерер | Петер Якоби   | Педер Ледоскет | Хансйорг Якоби | ЧМ 1971 (6 место) |
| 1971—72 | Манфред Рёдерер | Петер Якоби   | Педер Ледоскет | Хансйорг Якоби | ЧМ 1972           |
| 1973—74 | Манфред Рёдерер | Франц Шпергер | Хансйорг Якоби | Роланд Лидтке  | ЧМ 1974 (5 место) |

(скипы выделены полужирным шрифтом)